# Xanthomelanodes flavipes
Xanthomelanodes flavipes là một loài ruồi trong họ Tachinidae.